# 短喙凤仙花
短喙凤仙花（学名：Impatiens rostellata）为凤仙花科凤仙花属下的一个种。

## 扩展阅读
維基物種上的相關：短喙凤仙花